# Kenny Komi Bedel
Kenny Komi Bedel (Pordenone, 23 dicembre 2000) è un judoka italiano.

## Biografia
È nato e cresciuto a Pordenone. Si allena a Napoli.
Si è messo in luce a livello giovanile, conquistando l'argento ai campionati europei cadetti di Kaunas nella categoria –81 kg, e un oro nel circuito junior lo stesso anno a Berlino. 
Il 28 febbraio 2020 ha vinto il concorso della Polizia di Stato ed è entrato nelle Fiamme Oro.
Ai XIX Giochi del Mediterraneo di Orano 2022 ha vinto l'argento nel torneo degli 81 kg, perdendo in finlae con il turco Vedat Albayrak. 
Ai modiali di Budapest 2025 ha esordito con una vittoria sullo slovacco Alex Barto, negli ottavi ha battuto il georgiano Lasha Bekauri, due volte campione olimpico, ai quarti ha perso di misura contro il giapponese Goki Tajima; nei recuperi ha superato Adam Kopecky e nella finale per il bronzo perso contro Luka Maisuradze, concludendo al 5º posto. Agli europei di Podgorica 2025, ha vinto l'argento nella competizione a squadre.

## Palmarès
- Europei

Podgorica 2025: argento a squadre.
- Giochi del Mediterraneo

Orano 2022: argento ngli 81 kg.